# Egretta
Egretta là một chi chim trong họ Diệc.

## Các loài
- Egretta picata
- Egretta novaehollandiae
- Egretta caerulea
- Egretta tricolor
- Egretta rufescens
- Egretta ardesiaca
- Egretta vinaceigula
- Egretta sacra: Diệc đen, cò đen[2] (cho thù hình màu xám) hay diệc trắng, cò trắng (cho thù hình màu trắng).
- Egretta eulophotes: Cò trắng Trung Quốc.
- Egretta garzetta
- Egretta thula
- Egretta gularis
- Egretta dimorpha

## Hình ảnh

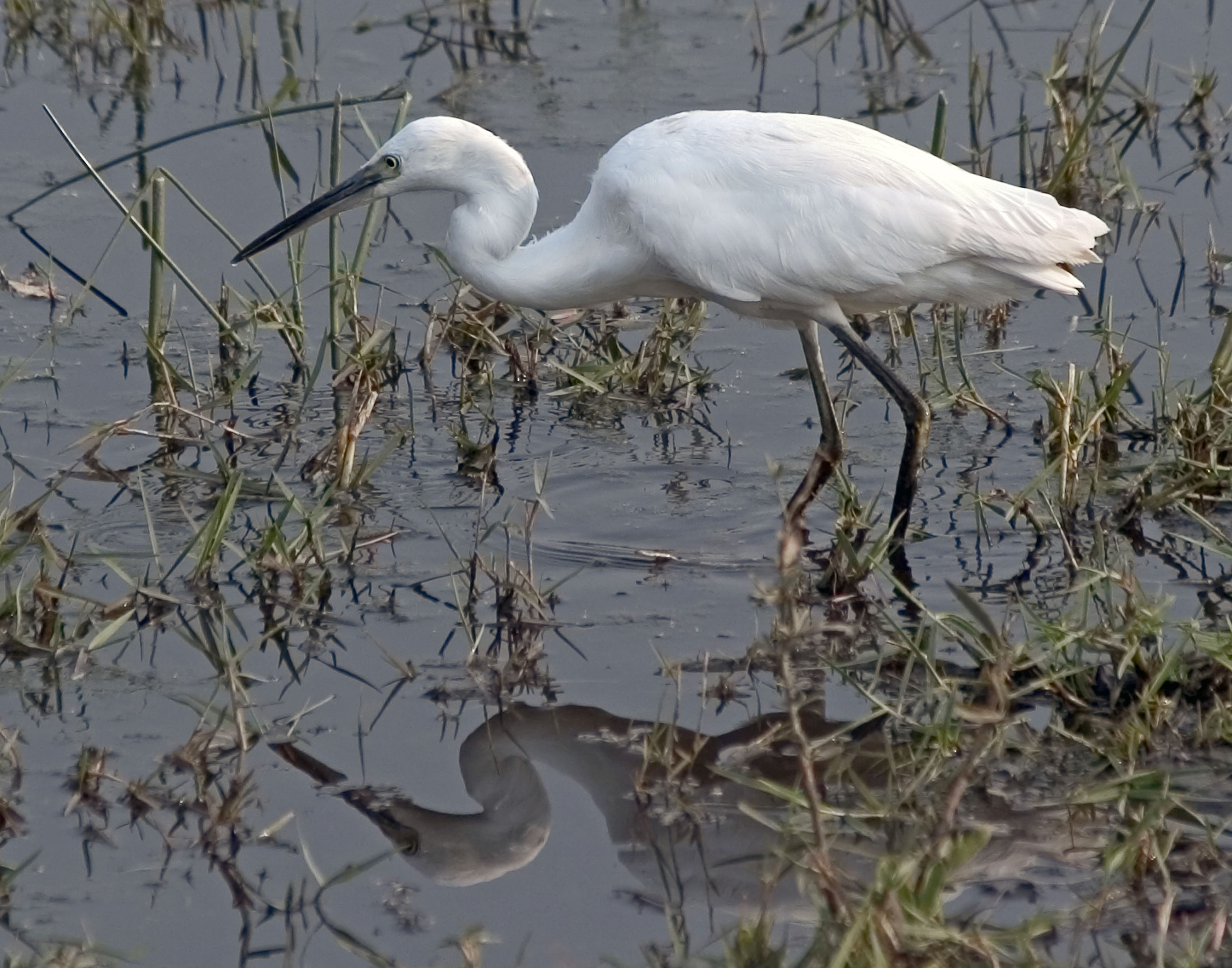
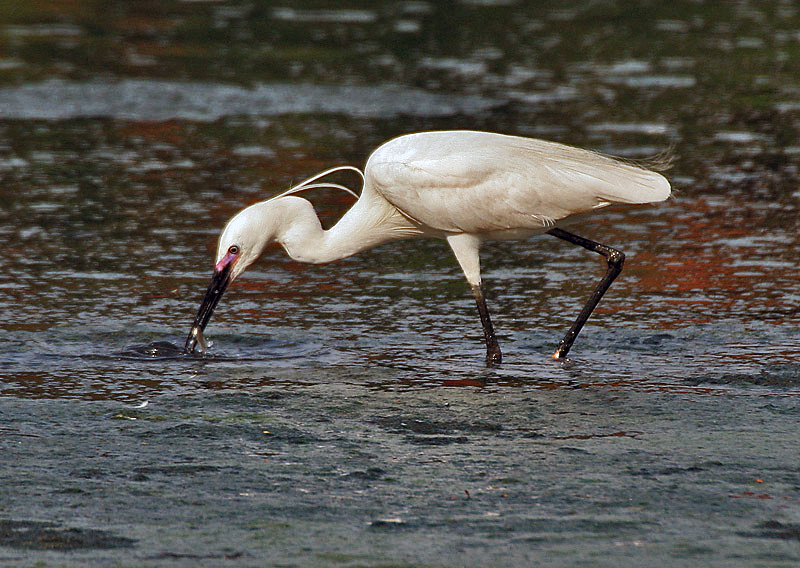
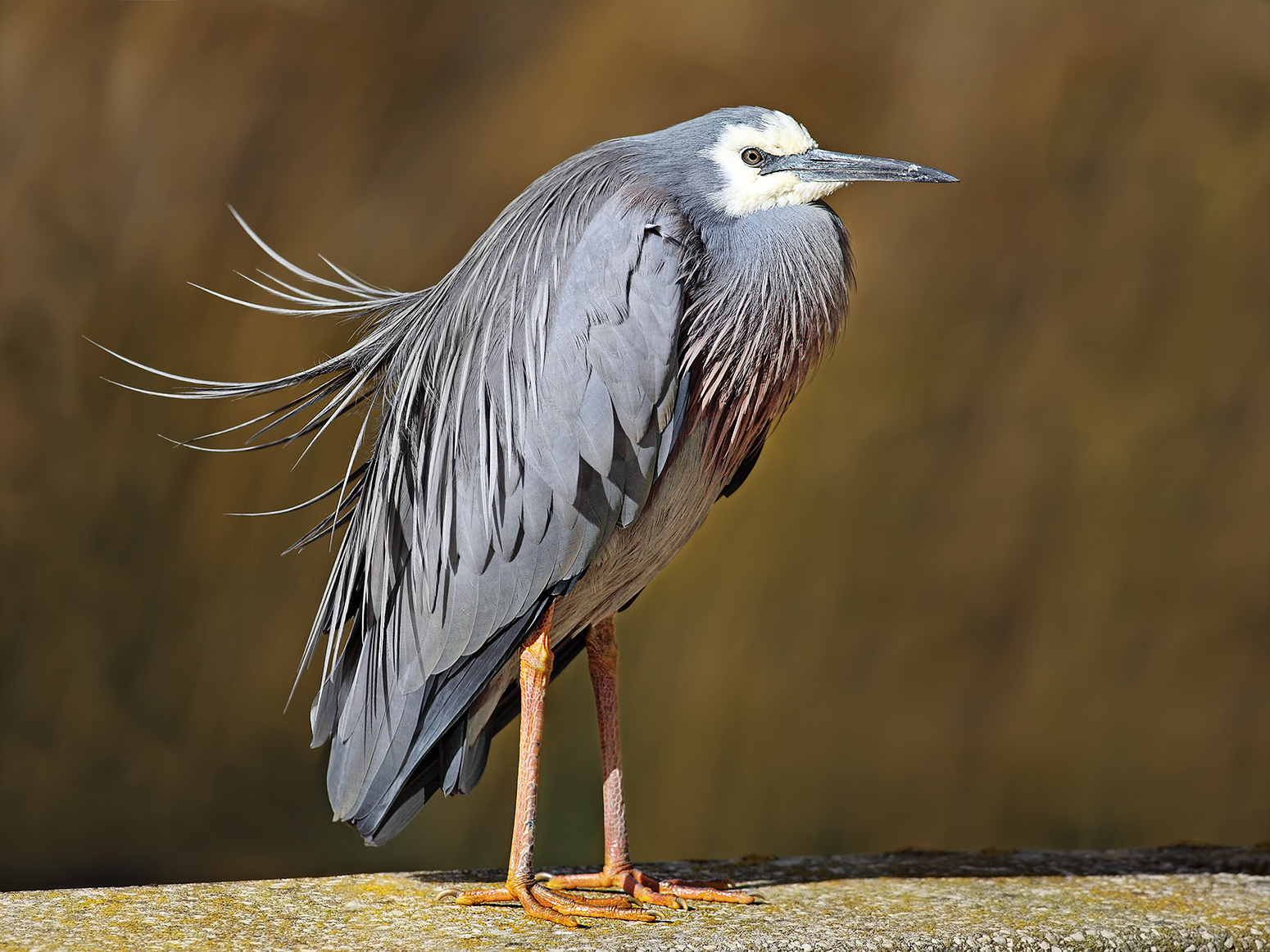
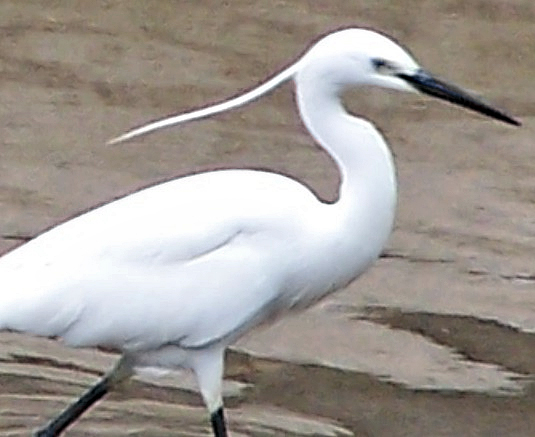
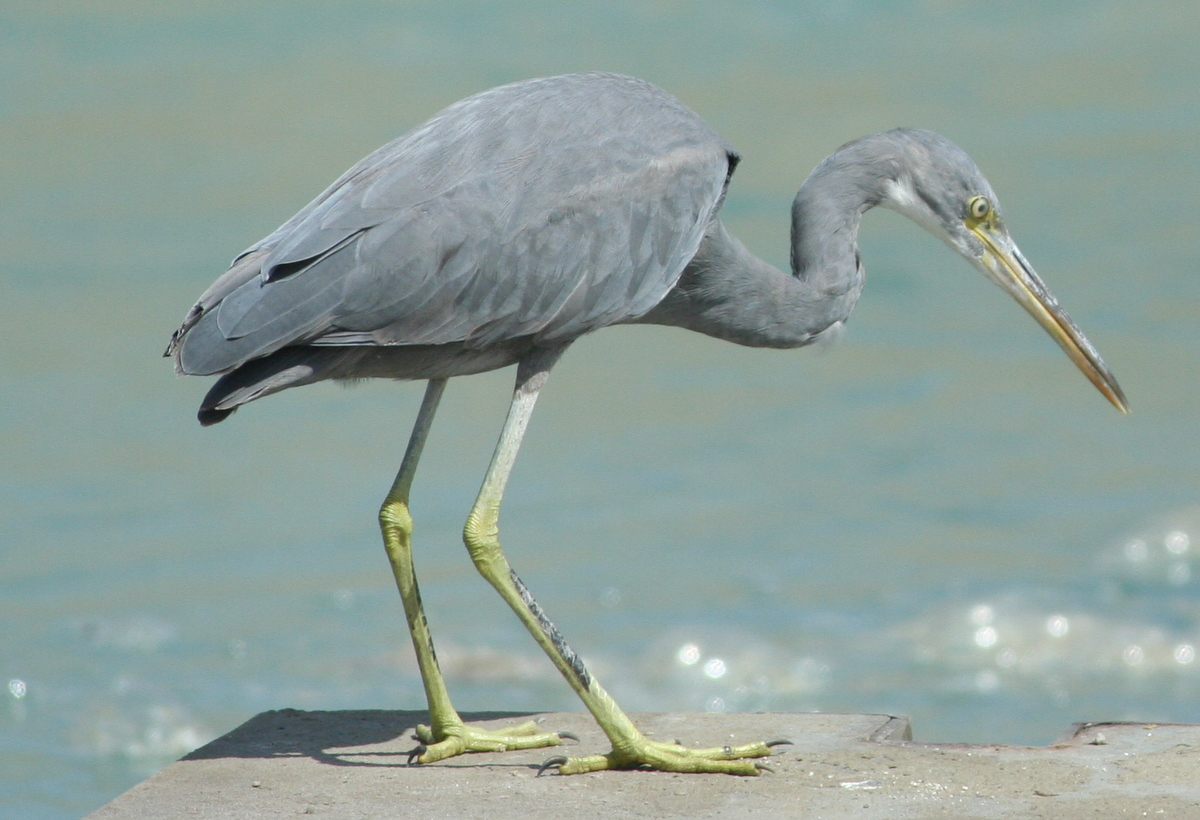
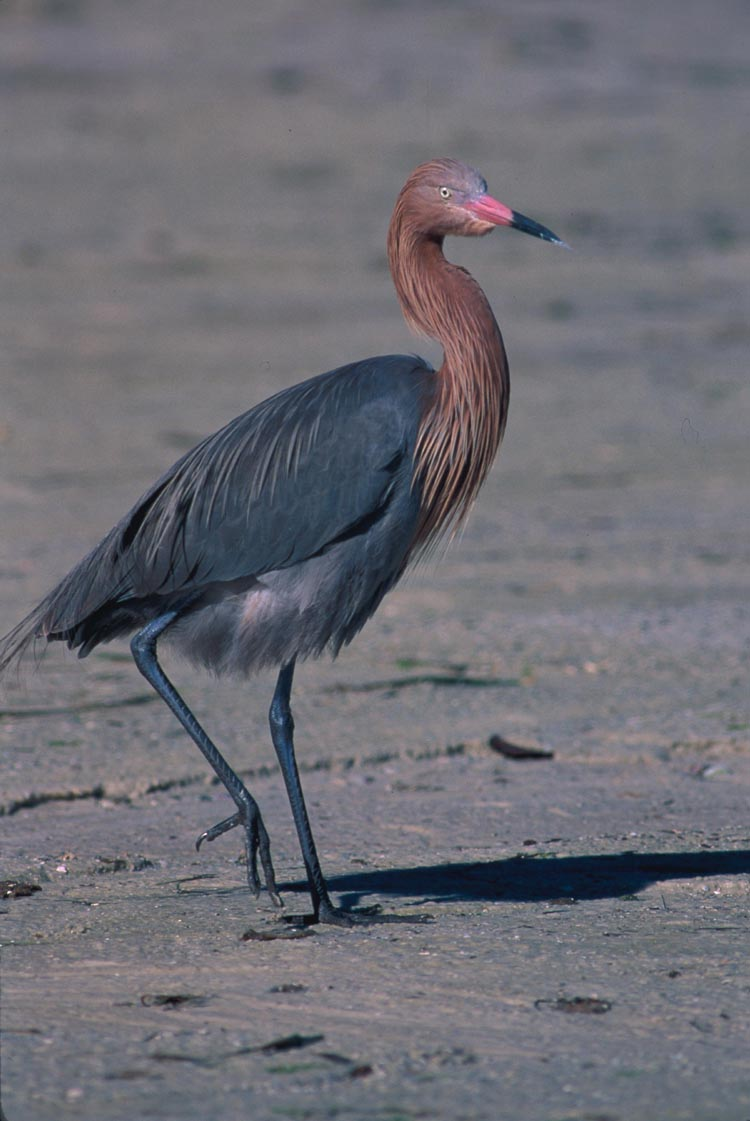
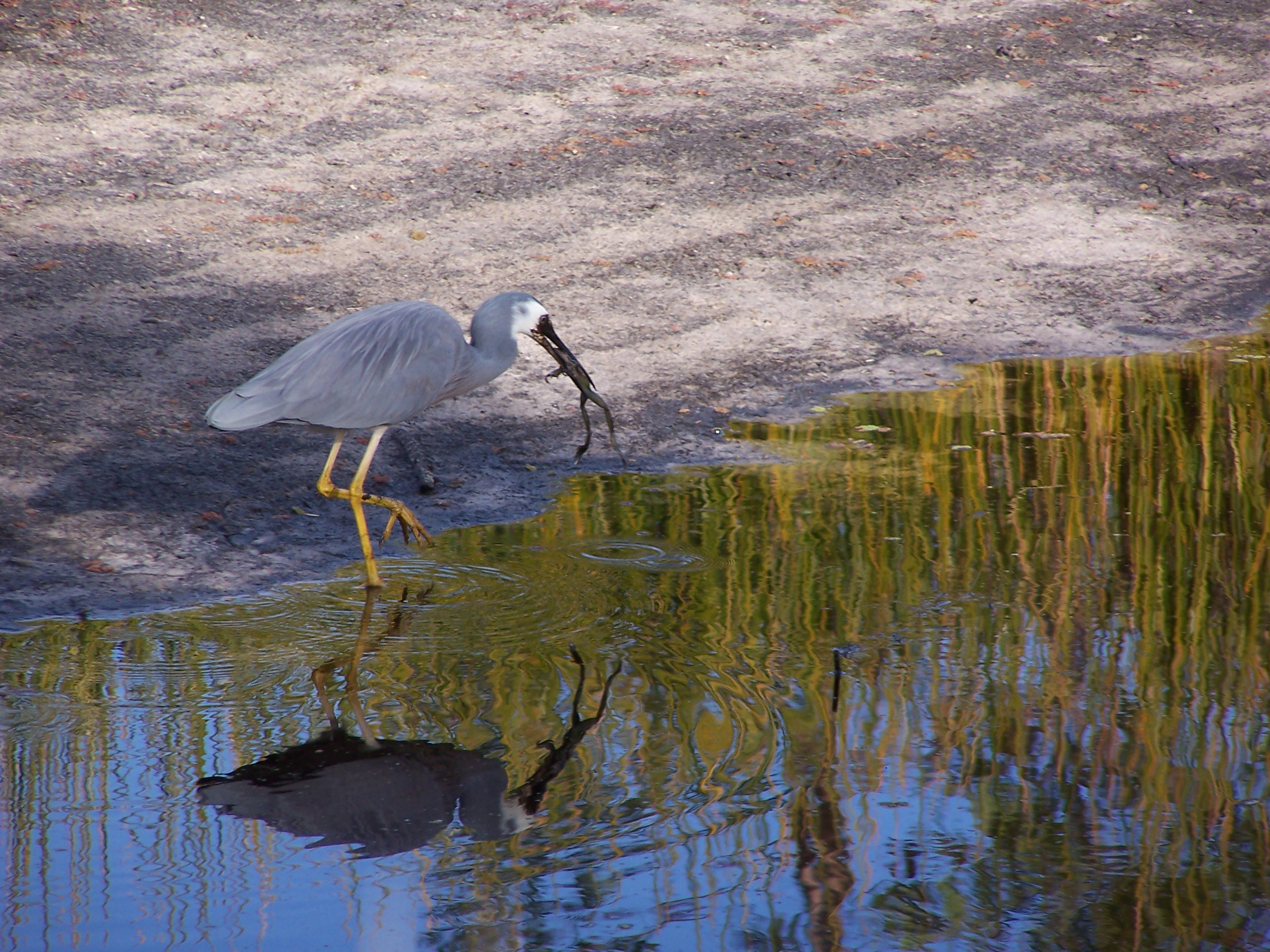